# 國會議員 (英國)
在英國，國會議員（英語：Member of Parliament，縮寫：MP），是透過全民直接選舉產生的下議院議員，總共650名。每名議員代表一個國會選區，並在領先者當選制下獲選任。根據《2022年解散及召集國會法令》，下議院須最少每五年改選一次，所以國會議員的每屆任期最多亦為五年。
上議院雖然是國會構成的一部分，但該院的議員並不會被稱爲國會議員，僅被稱為上議院議員（Member of the House of Lords）。

## 職責
根據温斯顿·丘吉尔所撰的《國會議員的職責》，國會議員首要的責任是謹以至誠、不偏不倚地，作保存聯合王國榮譽和安全的決定。第二才是對選民負責，國會議員是被選民選作他們的代表（representative），不是受他們委派的人（delegate）。最為次要的責任則是對政黨的團體或計劃負責。國會議員都應該要有這三種忠誠，但任何一個健康民主體制的體現在於，國會議員毋庸置疑能按這個次序行事。

## 參選資格
按照英國法例，參選國會議員只有兩項條件：參選人需要年滿18歲，以及持有以下其中一個國籍身份：
- 英國公民（不需要持英國國籍）
- 英聯邦成員國公民
- 愛爾蘭共和國公民

候選人不需要登記為選民，亦不需要是參選選區的居民。
然而，按照《1975年下議院取消資格法》，下列人士沒有資格競逐或就任為國會議員：
- 本土公務員（不包括外交官）
- 全職警務人員（英语：Law enforcement in the United Kingdom）
- 正規部隊服役的軍人（不包括海軍元帥、陸軍元帥和空軍元帥）
- 威爾斯議會議員和北愛爾蘭議會議員（不包括蘇格蘭議會議員）
- 上議院議員
- 法官

此外，破產人士以及正在服一年或以上刑期的在囚人士亦不能參選。

## 議席空缺
如出現議席空缺，若非大選臨近，該選區則需為餘下任期舉行補選。國會議員是不能以任何原因成功提出請辭的，離任議席的唯一方法是因「擔任會接受君主收益的職位」而被剝奪出任國會議員的資格，故此產生了現代國會議員的辭職方式。另外，《1981年人民代表法令》規定，任何現任國會議員如被判處一年或以上監禁，將立即離任。
《2015年罷免國會議員法令》訂名，選民有權按其國會議員的某些輕微不當行為去聯署罷免請願書；如同一國會選區內有超過百分之十的選民參與聯署，該選區議席亦會被宣告懸空，並會舉行補選。值得注意的是，該種補選非屬罷免投票：原本的議員有權再次參選，而當選人會即時接任剩餘任期。